# Ianculești (okręg Ardżesz)
Ianculești – wieś w Rumunii, w okręgu Ardżesz, w gminie Șuici. W 2011 roku liczyła 278 mieszkańców.